# Choke

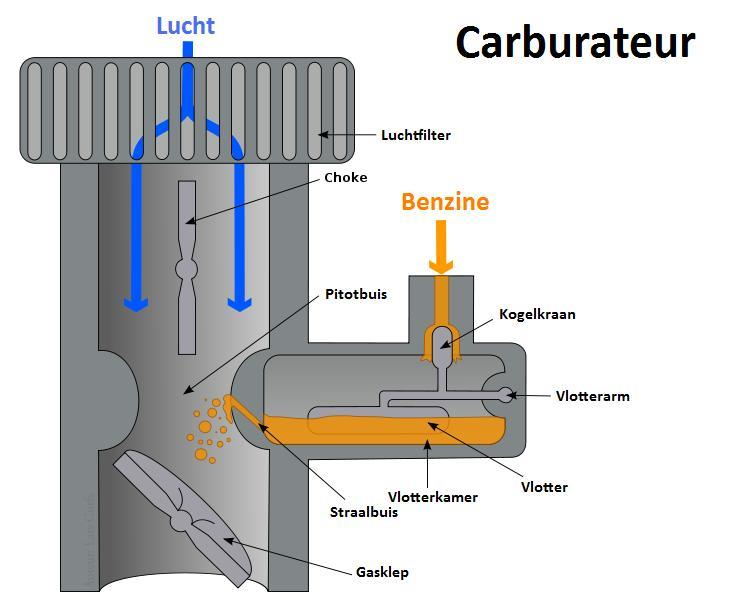
De chokeklep in de carburator

Een choke of smoorklep is een vlinderklep die de luchttoevoer kan verkleinen voor een mengselmotor met een carburateur. Dit is nodig als de motor nog niet zijn normale bedrijfstemperatuur heeft bereikt. Het Engelse woord choke betekent verstikken.
Een mengselmotor werkt op basis van een optimale verhouding tussen lucht en brandstof, verzorgd door de carburateur. Doordat bij een koude motor een deel van de benzinedamp kan condenseren op koude delen in het inlaatspruitstuk en de zuigerwand, wordt deze verhouding verstoord en dan is er meer benzine nodig dan bij een warme motor. Door de chokeklep te sluiten wordt het benzine/luchtmengsel armer aan lucht en dus verhoudingsgewijs rijker aan benzine en start een koude motor makkelijker. Als de motor op temperatuur komt, moet de chokeklep weer een beetje opengezet worden. Is de motor geheel op temperatuur dan moet de choke helemaal open staan, omdat anders de motor kan "verzuipen", het verbruik erg hoog wordt en er door onvolledige verbranding luchtvervuiling ontstaat.
Decennia geleden had vrijwel elke auto met een mengselmotor een choke. De choke verdween toen auto's met brandstofinjectie uitgerust werden. Chokes worden nog steeds gebruikt in kleinere verbrandingsmotoren, zoals draagbare machines, brommers, grasmachines en zelfs grotere motoren die zonder brandstofinjectie werken ((onbemande) vliegtuigen, scheepsmotoren).

## Het 'verzuipen' van de motor
Bij een koude start en een dichte choke mag niet te veel gas worden gegeven, omdat de motor anders 'verzuipt'. Met verzuipen wordt bedoeld dat de bougies nat worden (van benzine) en daardoor niet meer kunnen vonken en het lucht/benzinemengsel niet meer zal ontsteken.

## Handmatige en automatische choke
Vroeger werd de choke met de hand bediend, later zijn automatische chokes toegepast waarbij een bimetaal de chokeklep bedient, terwijl bij moderne motoren met brandstofinjectie de choke geheel ontbreekt, omdat hier de hoeveelheid benzine elektronisch wordt geregeld door een electronic control unit (ECU), eventueel door een extra injector in het inlaatspruitstuk.